# الحقل (السبرة)

تعديل مصدري - تعديل

الحقل هي إحدى قرى عزلة بلادالجماعي بمديرية السبرة التابعة لمحافظة إب، بلغ تعداد سكانها 752 نسمة حسب تعداد اليمن لعام 2004.